# Centrale de La Tuque
La centrale de La Tuque est une centrale hydroélectrique du Québec, au Canada, propriété d'Hydro-Québec, située sur le Saint-Maurice à la hauteur de la ville de La Tuque. Elle est la 6e centrale hydroélectrique sur les 11 de la rivière à partir de l'amont.

## Toponymie
Il y a plusieurs hypothèses quant à l'origine du nom La Tuque. Jean-Baptiste Perrault relate dans ses écrits en 1806 un portage de la Tuque. L'explorateur François Verreault, en 1823-24, explique qu'« un Portage nommé Ushabatshuan (le courant trop fort pour le sauter). Les Voyageurs le nomment La Tuque, à cause d'une Montagne haute, dont le pic ressemble à une Tuque. Ce portage est d'une lieue, avec des fortes côtes à monter.» Il y avait un gros rocher qui dominait la chute qui avait une forme qui rappelait une tuque.

## Géographie
Grâce à un bassin versant de 32 016 km2, ce barrage forme un vaste réservoir d'eau de 800 ha. L'embouchure de la rivière Bostonnais se jette dans ce grand réservoir de la rivière Saint-Maurice dont les eaux sont retenues par ce barrage. Le prochain barrage en aval sur la rivière est celui de Grand-Mère. La distance entre ces deux barrages offre une étendue d'eau considérable pour la navigation des plaisanciers.[réf. nécessaire]

## Histoire
La centrale de La Tuque a été mise en service en 1940. Elle remplaçait une centrale construite au début du siècle construite sur la même chute. Au début elle avait quatre groupes de turbine-alternateur. On en ajoute un 5e en 1943 et un 6e en 1955.